# Station Marple
Marple is een spoorwegstation van National Rail in Marple, Stockport in Engeland. Het station is eigendom van Network Rail en wordt beheerd door Northern Rail. Het station is geopend in 1862.

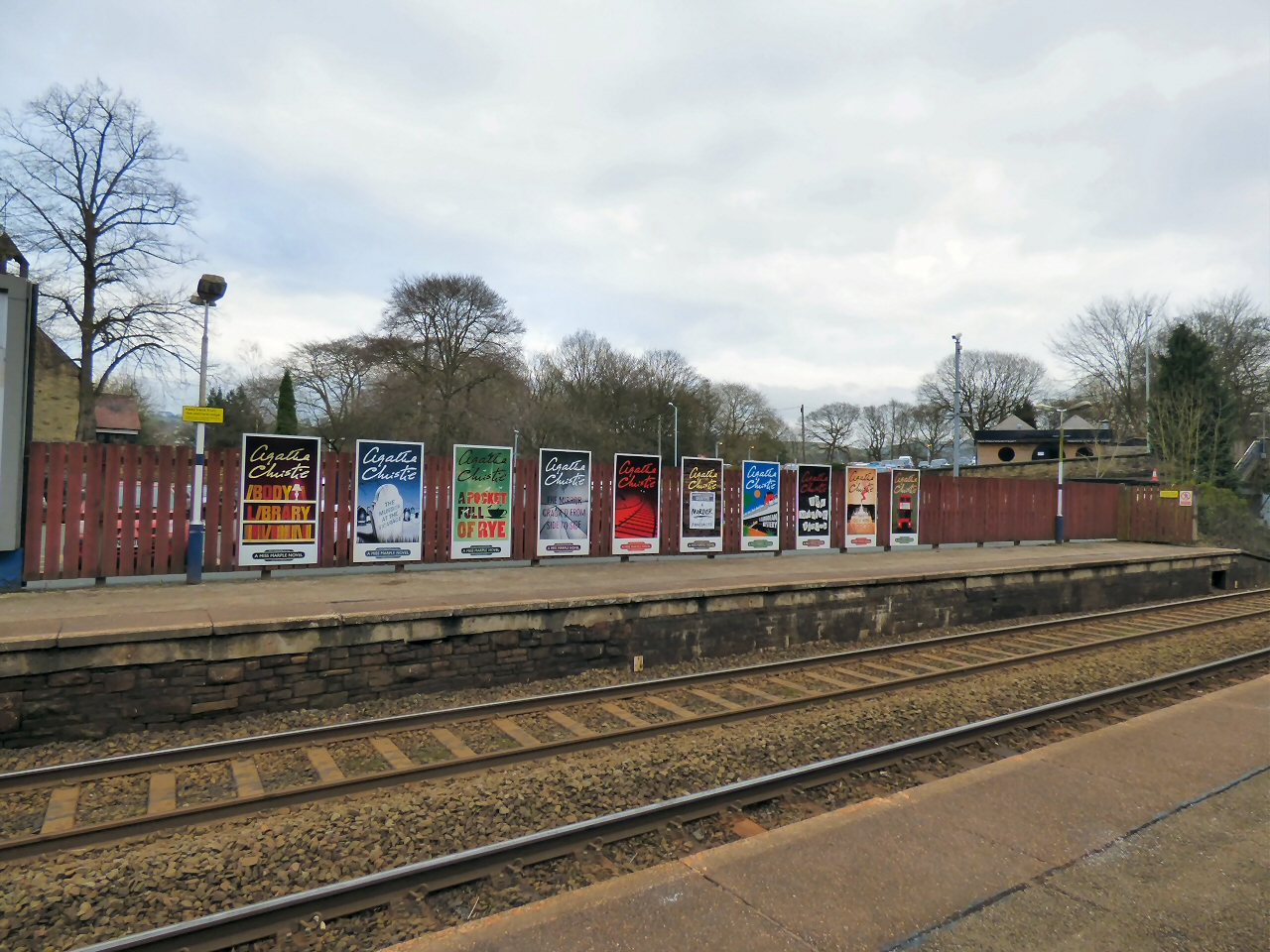
Posters van boeken van Agatha Christie